# Nossa Senhora da Graça na Via Trionfale (título cardinalício)
Nossa Senhora da Graça na Via Trionfale (em latim: Sanctae Mariae Gratiarum ad viam Triumphalem) é um título cardinalício instituído em 25 de maio de 1985 pelo Papa João Paulo II. Sua sede se encontra no quartiere Trionfale, em Roma, na igreja de Santa Maria delle Grazie al Trionfale.

## Titulares protetores
- Silvano Piovanelli (1985-2016)
- Joseph William Tobin, C.Ss.R. (2016-)